# Lövö
Lövö este o arie protejată (arie specială de conservare — SAC, sit de importanță comunitară — SCI) din Suedia întinsă pe o suprafață de 784,5 ha, integral pe uscat.

## Localizare
Centrul sitului Lövö este situat la coordonatele 56°58′31″N 16°28′28″E / 56.9752°N 16.4744°E.

## Înființare
Situl Lövö a fost declarat sit de importanță comunitară în iulie 2000 pentru a proteja 1 specie de animale. Situl a fost protejat și ca arie specială de conservare în martie 2011.

## Biodiversitate
Situată în ecoregiunile boreală și marină baltică, aria protejată conține 6 habitate naturale: Pășuni de coastă din Baltica boreală, Insulițe și insule mici din Baltica boreală, Pășuni din zone de pădure fino-scandinave, Lagune de coastă, Golfuri mici largi și golfuri puțin adânci, Recifuri.
La baza desemnării sitului se află o specie protejată de  nevertebrate: rădașcă (Lucanus cervus).